# 喀邁拉鱷科
喀邁拉鱷科（Chimaerasuchidae）是由Carvalho等人在2004年所建立。喀邁拉鱷科包含兩屬小型、奇特的鱷類，生存於白堊紀。牠們擁有短口鼻部，以及奇特且多尖頭的牙齒，古生物學家強烈地懷疑喀邁拉鱷科是植食性動物。
然而，Carvalho等人在2004年的系統發生學研究有錯誤，其中最著名的是研究中缺乏任何新鱷類物種。而其他兩個研究將這兩個屬列於新鱷類中，並為姐妹分類。事實上喀邁拉鱷是泥炭鱷的姐妹分類。而泥炭鱷屬於個別的泥炭鱷科，比喀邁拉鱷科還早命名。若依照國際動物命名委員會的優先權規則，喀邁拉鱷科將是泥炭鱷科的一個異名。
在2007年，Marinho與Carvalho重新研究泥炭鱷科，發現喀邁拉鱷與泥炭鱷科沒有共同衍徵。研究人做出結論，僅管喀邁拉鱷科的系統發生學研究有限，牠們仍是獨立的科。

## 外部連結
- Taxon Feedback
- Wu, C. . Science News. 1995-08-26, 148 (9): 132  [2021-09-13]. doi:10.2307/3979388. （原始内容存档于2021-09-13）.
- Buckley, Gregory A.; Brochu, Christopher A.; Krause, David W.; Pol, Diego. . Nature. 2000-06, 405 (6789): 941–944  [2021-09-13]. ISSN 1476-4687. doi:10.1038/35016061. （原始内容存档于2022-03-02） （英语）.